# PGM 338
O PGM 338, também conhecido como PGM .338 LM (LM - Lapua Magnum) ou PGM Mini-Hecate .338, é um fuzil de precisão francês do início da década de 1990 (produzido desde 1993). Ele utiliza o cartucho .338 Lapua Magnum (8,6×70mm), que permanece supersônico a uma distância de 1.200–1. 500 m, dependendo do tipo exato de munição e das condições ambientais.
O PGM 338 foi projetado para desempenhar uma função antipessoal de longo alcance e preenche a lacuna de capacidade entre os fuzis de precisão antipessoal mais leves, de 7,62×51mm NATO (.308), que não possuem o alcance máximo efetivo suficiente para serem usados com eficácia em distâncias ultralongas, e os fuzis antimateriais maiores, de .50 BMG (12,7x99mm), que não possuem a portabilidade de sistemas mais leves. O PGM 338 foi projetado por Chris L. Movigliatti (quando trabalhava para a PGM Précision), da empresa suíça AMSD, e é produzido pela PGM Précision, na França. O fuzil é distribuído diretamente pela PGM na França, pela Drake Associates, Inc. nos Estados Unidos e pela Liemke Defence na Alemanha e em outros países europeus.
Os principais concorrentes/equivalentes comerciais do PGM 338 no mercado de fuzis de precisão de fábrica de ponta são as linhas de produtos Accuracy International Arctic Warfare e Sako TRG. Todos esses fuzis têm desempenho comparável.

## Operadores
- Armênia: Usado pelas Forças Especiais do Exército.[2][3]
- Chile: Exército do Chile
- Israel: Forças Especiais de Israel[4]
- Quênia: Usado pelo 40º Regimento Ranger.[5]
- Polónia: GROM
- Singapura: Formação de Comando das Forças Armadas de Cingapura[6]
- Eslovênia: Forças Armadas da Eslovênia[7]